# Tom Blohm
Tom Villiam Blohm (ur. 29 czerwca 1920 w Oslo, zm. 30 grudnia 2000 tamże) – norweski piłkarz występujący na pozycji bramkarza. Trener piłkarski.

## Kariera klubowa
Blohm karierę rozpoczynał w zespole SK Hugin. Następnie grał we Frigg Oslo FK, a w 1939 roku przeszedł do Lyn. W sezonach 1945/1946 oraz 1946/1947 zdobył z nim Puchar Norwegii. W 1953 roku zakończył karierę.

## Kariera reprezentacyjna
W reprezentacji Norwegii Blohm zadebiutował 5 czerwca 1937 w wygranym 2:0 meczu Mistrzostw Nordyckich z Finlandią. W 1952 roku został powołany do kadry na Letnie Igrzyska Olimpijskie, zakończone przez Norwegię na pierwszej rundzie. W latach 1937–1952 w drużynie narodowej rozegrał 20 spotkań.

## Kariera trenerska
Blohm jako trener prowadził zespół FK Bodø/Glimt. W 1963 roku zdobył z nim Puchar Norwegii Północnej (rozgrywki dla zespołów z północy Norwegii, które do 1963 roku nie uczestniczyły rozgrywkach Pucharu Norwegii).